# Província d'Al Haouz
La província d'Al Haouz (en àrab إقليم الحوز, iqlīm al-Ḥawz; en amazic ⵜⴰⵙⴳⴰ ⵏ ⵍⵃⴰⵡⵣ) és una de les províncies del Marroc, fins 2015 part de la regió de Marràqueix-Tensift-El-Haouz i actualment de la de Marràqueix-Safi. Té una superfície de 6.612 km² i 484.312 habitants censats en 2004. La capital és Tahannaout.
Limita al nord amb la prefectura de Marràqueix i les províncies d'El Kelaâ des Sraghna i de Rehamna, a l'est amb la província d'Azilal, al sud amb les províncies de Taroudant i Ouarzazate, i a l'oest amb la província de Chichaoua.

## Divisió administrativa
La província d'Al Haouz consta d'1 municipi i 38 comunes:
| Nom                    | Codi geogràfic | Tipus        | Llars | Població (2004) | Estrangers | Nacionals | Notes                                                                                               |
| ---------------------- | -------------- | ------------ | ----- | --------------- | ---------- | --------- | --------------------------------------------------------------------------------------------------- |
| Ait Ourir              | 041.01.01.     | Municipi     | 3767  | 20005           | 13         | 19992     | |
| Abadou                 | 041.03.01.     | Comuna rural | 1490  | 9905            | 0          | 9905      | |
| Ait Aadel              | 041.03.03.     | Comuna rural | 934   | 6967            | 0          | 6967      | |
| Ait Faska              | 041.03.05.     | Comuna rural | 3327  | 19239           | 0          | 19239     | |
| Ait Hkim Ait Yzid      | 041.03.07.     | Comuna rural | 1027  | 8112            | 0          | 8112      | |
| Ait Sidi Daoud         | 041.03.09.     | Comuna rural | 3353  | 19286           | 0          | 19286     | |
| Ghmate                 | 041.03.11.     | Comuna rural | 3752  | 22805           | 21         | 22784     | 867 residents viuen al centre, anomenat Ghmate; 21938 residents viuen en zones rurals.              |
| Iguerferouane          | 041.03.13.     | Comuna rural | 1804  | 12454           | 0          | 12454     | |
| Sidi Abdallah Ghiat    | 041.03.15.     | Comuna rural | 3544  | 20649           | 21         | 20628     | 986 residents viuen al centre, anomenat Sidi Abdallah Ghiat; 19663 residents viuen en zones rurals. |
| Tamaguert              | 041.03.17.     | Comuna rural | 1805  | 10325           | 0          | 10325     | |
| Tamazouzte             | 041.03.19.     | Comuna rural | 1943  | 12245           | 0          | 12245     | |
| Tazart                 | 041.03.21.     | Comuna rural | 2292  | 14583           | 9          | 14574     | |
| Tidili Mesfioua        | 041.03.23.     | Comuna rural | 3499  | 21106           | 0          | 21106     | |
| Tighedouine            | 041.03.25.     | Comuna rural | 3143  | 22353           | 3          | 22350     | |
| Touama                 | 041.03.27.     | Comuna rural | 2055  | 11458           | 2          | 11456     | |
| Zerkten                | 041.03.29.     | Comuna rural | 2826  | 19154           | 1          | 19153     | |
| Amghras                | 041.05.01.     | Comuna rural | 760   | 4222            | 0          | 4222      | |
| Amizmiz                | 041.05.03.     | Comuna rural | 2997  | 13711           | 18         | 13693     | 10783 residents viuen al centre, anomenat Amizmiz; 2928 residents viuen en zones rurals.            |
| Anougal                | 041.05.05.     | Comuna rural | 750   | 4173            | 0          | 4173      | |
| Azgour                 | 041.05.07.     | Comuna rural | 1187  | 6314            | 0          | 6314      | |
| Dar Jamaa              | 041.05.09.     | Comuna rural | 1132  | 5762            | 0          | 5762      | |
| Lalla Takarkoust       | 041.05.11.     | Comuna rural | 1251  | 6006            | 11         | 5995      | 3348 residents viuen al centre, anomenat Lalla Takarkoust; 2658 residents viuen en zones rurals.    |
| Ouazguita              | 041.05.13.     | Comuna rural | 1079  | 6133            | 0          | 6133      | |
| Oulad Mtaa             | 041.05.15.     | Comuna rural | 1065  | 5557            | 0          | 5557      | |
| Sidi Badhaj            | 041.05.17.     | Comuna rural | 1253  | 6540            | 0          | 6540      | |
| Tizguine               | 041.05.19.     | Comuna rural | 812   | 3889            | 0          | 3889      | |
| Aghbar                 | 041.07.01.     | Comuna rural | 823   | 4608            | 0          | 4608      | |
| Asni                   | 041.07.03.     | Comuna rural | 2930  | 18674           | 5          | 18669     | |
| Ighil                  | 041.07.05.     | Comuna rural | 858   | 5619            | 0          | 5619      | |
| Ijoukak                | 041.07.07.     | Comuna rural | 1100  | 6641            | 0          | 6641      | |
| Imgdal                 | 041.07.09.     | Comuna rural | 1044  | 5537            | 0          | 5537      | |
| Ouirgane               | 041.07.11.     | Comuna rural | 1281  | 6916            | 6          | 6910      | |
| Talat N'Yaaqoub        | 041.07.13.     | Comuna rural | 1494  | 7702            | 0          | 7702      | |
| Moulay Brahim (Marroc) | 041.09.01.     | Comuna rural | 1971  | 10979           | 0          | 10979     | 3273 residents viuen al centre, anomenat My Brahim; 7706 residents viuen en zones rurals.           |
| Oukaimden              | 041.09.03.     | Comuna rural | 655   | 4440            | 1          | 4439      | |
| Ourika                 | 041.09.05.     | Comuna rural | 4777  | 26990           | 5          | 26985     | |
| Sti Fadma              | 041.09.07.     | Comuna rural | 3503  | 22283           | 3          | 22280     | |
| Tahannaout             | 041.09.09.     | Comuna rural | 5258  | 29562           | 13         | 29549     | 6585 residents viuen al centre, anomenat Tahannaout; 22977 residents viuen en zones rurals.         |
| Tameslouht             | 041.09.11.     | Comuna rural | 4146  | 21408           | 23         | 21385     | 6346 residents viuen al centre, anomenat Tameslouht; 15062 residents viuen en zones rurals.         |